# Fritz Wege
Georg Albert Fritz Wege (* 22. Oktober 1862 in Berlin; † 20. Juni 1953 ebenda) war ein deutscher Kommunalpolitiker (DNVP) und von 1919 bis 1927 unbesoldeter Stadtrat in Berlin. Ab 1927 trug er den Titel eines Stadtältesten von Berlin.

## Leben
Fritz Wege wuchs im Militärwaisenhaus in Potsdam auf und diente bis 1885 als Freiwilliger und Unteroffizier im 1. Garde-Feldartillerie-Regiment. 1892 trat er in den Dienst der Stadt Berlin ein und arbeitete unter anderem als Magistratsbüroassistent. Er wurde im Oktober 1907 zum Schiedsmann des damaligen Berliner Verwaltungsbezirks 181B gewählt, im November 1910 wurde er in diesem Amt für weitere drei Jahre wiedergewählt.
1917 wird sein Beruf mit Magistratsdirektor und 1919 mit Magistrats-Bürosekretär angegeben.
Bei der Wahl zur Stadtverordnetenversammlung von Berlin im Jahre 1919 trat Wege auf Platz 1 der Liste der Deutschnationalen Volkspartei (DNVP) an, die bei der Wahl 10,5 % erzielte. Daraufhin zog er als Abgeordneter in die Berliner Stadtverordnetenversammlung ein und wurde am 30. Oktober 1919 zum unbesoldeten Stadtrat gewählt. Das Amt trat er am 13. November 1919 an. Als Stadtrat war er unter anderem Vorsitzender des Ausschusses für die städtischen Verwaltungsgebäude und war sowohl für die Verwaltung des Roten Rathauses, als auch für die Bereiche der Güter und Forsten zuständig. In dieser Funktion war er auch an der Gründung der Berliner Stadtgüter GmbH beteiligt. Am 30. September 1927 schied er aus seinem Amt als Stadtrat aus. Bereits einen Tag darauf beschloss der Magistrat ihm die Stadtältestenwürde zu verliehen, die er am 20. Oktober 1927 auch erhielt.
Darüber hinaus war er Vorsitzender der Grundstücksgesellschaft Gerichtstr. 27 AG, die mindestens seit dem Jahr 1936 existierte und sich spätestens seit 1948 in Abwicklung befand.
Fritz Wege starb am 20. Juni 1953 im Alter von 90 Jahren in Berlin.

## Sonstiges
Wege war seit Januar 1921 Mitglied im Verein für die Geschichte Berlins.

## Auszeichnungen
Am 6. Februar 1926 wurde ihm vom Vorstand des Vereins für die Geschichte Berlins die Fidicin-Medaille in Bronze verliehen.